# 13 listopada
13 listopada jest 317. (w latach przestępnych 318.) dniem w kalendarzu gregoriańskim. Do końca roku pozostaje 48 dni.

## Święta
- Imieniny obchodzą: Abbo, Abbon, Alojzy, Antonin, Arkadia, Arkadiusz, Arkady, Augustyna, Benedykt, Brykcjusz, Dalmacjusz, Dydak, Eugeniusz, Eutychian, German, Izaak, Jan, Kalikst, Krystyn, Liwia, Mateusz, Mikołaj, Nicefor, Paschazy, Probus, Stanisław, Walenty, Walentyn, Wiktor, Wilhelm i Włodzisław
- Międzynarodowe – Międzynarodowy Dzień Niewidomych[1] (od 1964 roku święto osób niewidomych) (od 1946 roku, w rocznicę urodzin Valentina Haüya, założyciela pierwszej szkoły dla niewidomych)[2]
- Polska – Święto Służby Uzbrojenia i Elektroniki[3] (od 2009 r.)
- Wspomnienia i święta w Kościele katolickim[4][5] obchodzą:
  - św. Abbo z Fleury (opat)
  - św. Augustyna Pietrantoni (dziewica i zakonnica)
  - bł. Eugeniusz Bosiłkow (męczennik)
  - św. Eugeniusz z Toledo (biskup)
  - św. Kalikst Caravario i św. Alojzy Versiglia (salezjanie, zaliczeni do grona 120 męczenników chińskich)
  - bł. Karol Lampert (męczennik)
  - św. Mikołaj I (papież)
  - Pięciu Braci Męczenników (Pierwsi Polscy Męczennicy – św. Benedykt, Jan, Izaak i Mateusz, Krystyn)
  - św. Arkadiusz Afrykański (męczennik)

## Wydarzenia w Polsce
- 1308 – Krzyżacy zajęli Gdańsk i dokonali rzezi jego mieszkańców.
- 1423 – Została erygowana kapituła kolegiacka w Środzie Wielkopolskiej.
- 1521 – Utworzono II Księstwo opolsko-raciborskie.
- 1815 – W Reichenbach (obecnie Dzierżoniów) odbyło się spotkanie założycielskie loży wolnomularskiej „Aurora zur ehernen Kette”.
- 1844 – Poświęcono protestancki kościół im. Elżbiety w Chorzowie.
- 1904:
  - Na nielegalnym zjeździe w Warszawie założono Polski Związek Ludowy.
  - Na Placu Grzybowskim w Warszawie Organizacja Bojowa PPS po raz pierwszy starła się z oddziałami wojska rosyjskiego.
- 1918 – PPS zorganizowała w Warszawie wielką demonstrację przeciwko rządom Rady Regencyjnej.
- 1921 – W Krakowie została opublikowana w formie plakatu druga jednodniówka futurystów polskich Nuż w bżuhu.
- 1924:
  - Władysław Reymont został ogłoszony laureatem Nagrody Nobla za powieść Chłopi.
  - Polski Autokefaliczny Kościół Prawosławny został uznany przez Patriarchat Konstantynopolitański.
- 1939 – Służbę Zwycięstwu Polski przemianowano na Związek Walki Zbrojnej (późniejsza Armia Krajowa).
- 1945:
  - Na mocy dekretu rządowego utworzono państwowe przedsiębiorstwo Film Polski.
  - Władysław Gomułka stanął na czele nowo utworzonego Ministerstwa Ziem Odzyskanych w Tymczasowym Rządzie Jedności Narodowej.
- 1953 – Założono Olsztyński Teatr Lalek.
- 1954 – Brzeg Dolny, Dęblin, Jaworzyna Śląska, Luboń, Niedobczyce, Pionki, Pszów, Radlin, Rumia, Strzemieszyce Wielkie, Świdnik i Żarów uzyskały prawa miejskie.
- 1956 – Częstochowski teatr otrzymał imię Adama Mickiewicza.
- 1962 – Założono Ligę Obrony Kraju.
- 1974 – Zakończono budowę Obserwatorium Wysokogórskiego na Śnieżce.
- 1975 – Sformowano Morską Jednostkę Działań Specjalnych „Formoza”.
- 1976 – W magazynie telewizyjnym Studio 2 wyemitowano recital szwedzkiej grupy ABBA, nagrany w trakcie jej jedynego pobytu w Polsce.
- 1991 – W rozegranym na Stadionie Miejskim w Poznaniu ostatnim meczu eliminacyjnym do piłkarskich Mistrzostw Europy, Polska zremisowała z Anglią 1:1 i straciła szansę na awans.
- 1998 – Premiera komedii filmowej U Pana Boga za piecem w reżyserii Jacka Bromskiego.
- 2000 – Upadły Zakłady Metalowe Łucznik w Radomiu.
- 2009 – Premiera czarnej komedii Rewers w reżyserii Borysa Lankosza.
- 2010 – Otwarto halę widowiskowo-sportową Orlen Arena w Płocku.
- 2015 – Prezydent RP Andrzej Duda desygnował na urząd premiera Beatę Szydło.
- 2023 – Odbyły się inauguracyjne posiedzenia Sejmu RP X kadencji i Senatu RP XI kadencji. Na stanowisko marszałka Sejmu został wybrany Szymon Hołownia, a marszałka Senatu Małgorzata Kidawa-Błońska.

## Wydarzenia na świecie

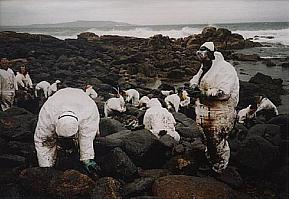
Wolontariusze oczyszczający wybrzeże Galicji po katastrofie tankowca „Prestige” (2002)

- 1002 – Z rozkazu króla anglosaskiego Ethelreda II Bezradnego dokonano masakry setek osadników skandynawskich. Wśród ofiar znalazła się Gunhilda, żona króla Danii Swena Widłobrodego, który poprzysiągł zemstę i w 1003 roku zaatakował Exeter.
- 1160 – Król Francji Ludwik VII Młody ożenił się z Adelą z Szampanii.
- 1239 – Wyprawy krzyżowe: klęska krzyżowców w bitwie z wojskami egipskimi pod Gazą.
- 1244 – Arcybiskup Zygfryd III z Eppstein przekazał mieszczanom Moguncji dokument Wolność miasta, gwarantujący szereg przywilejów i zatwierdzający powstanie 24-osobowej Rady Miejskiej.
- 1418 – Wielki książę litewski Witold Kiejstutowicz poślubił swą drugą żonę Juliannę Holszańską.
- 1474 – Wojna szwajcarsko-burgundzka: zwycięstwo wojsk szwajcarskich w bitwie pod Héricourt.
- 1475 – Wojna szwajcarsko-burgundzka: zwycięstwo wojsk szwajcarskich w bitwie pod Sion.
- 1493 – Krzysztof Kolumb odkrył wyspę Saba.
- 1509 – Wybuchł wielki pożar miasta Hradec Králové w Czechach.
- 1513 – Elektor Saksonii Jan Stały poślubił w Torgau swą drugą żonę Małgorzatę Anhalcką.
- 1618 – Rozpoczął się półroczny, międzynarodowy Synod kalwiński w holenderskim Dordrechcie.
- 1642 – Angielska wojna domowa: zwycięstwo wojsk Parlamentu w bitwie pod Turnham Green.
- 1775 – Wojna o niepodległość Stanów Zjednoczonych: wojska amerykańskie pod wodzą gen. Richarda Montgomery’ego zdobyły Montreal.
- 1800 – Zakończyło się 11-dniowe głosowanie powszechne w wyborach prezydenckich w USA, w których zwyciężył Thomas Jefferson.
- 1805 – III koalicja antyfrancuska: wojska Napoleona Bonapartego zajęły bez walki Wiedeń.
- 1843 – W Paryżu odbyła się premiera opery Don Sebastian, król Portugalii z muzyką Gaetana Donizettiego i librettem Eugène’a Scribe’a.
- 1844 – Pedro Santana został pierwszym prezydentem Dominikany.
- 1864 – Przyjęto nową konstytucję Grecji.
- 1876 – W Kingston na Jamajce wyjechał na trasę pierwszy tramwaj konny.
- 1887 – 3 osoby zginęły, a około 100 zostało rannych w wyniku brutalnego rozpędzenia przez londyńską policję 10-tysięcznej demonstracji przeciwko nadużyciom w Irlandii (tzw. „krwawa niedziela”).
- 1899:
  - Odbyło się pierwsze publiczne wykonanie hymnu Litwy.
  - Papież Leon XIII kanonizował Bernona z Cluny.
- 1905 – Norwegowie opowiedzieli się w dwudniowym referendum przeciwko zniesieniu monarchii.
- 1907 – We francuskim Lisieux Paul Cornu wzniósł się po raz pierwszy w historii dwuwirnikowym śmigłowcem własnej konstrukcji na wysokość 30 cm i utrzymywał w powietrzu przez 20 sekund.
- 1908 – W Australii powołano pierwszy gabinet Andrew Fishera.
- 1913 – W brazylijskim Manaus założono klub piłkarski Atlético Rio Negro Clube.
- 1915 – Premiera pierwszych dwóch odcinków francuskiego kinowego serialu kryminalnego Wampiry w reżyserii Louisa Feuillade’a.
- 1918:
  - Abdykował ostatni król Saksonii Fryderyk August III.
  - Król Karol I Habsburg wygłosił na zamku Eckartsau deklarację, w której zrzekł się wszystkich swoich kompetencji i władztwa nad Węgrami.
  - Uchwalono tymczasową konstytucję Zachodnioukraińskiej Republiki Ludowej.
- 1921:
  - Korekiyo Takahashi został premierem Japonii.
  - W Yokosuce, został zwodowany „Hōshō”, pierwszy w historii lotniskowiec, nie przebudowany z kadłuba innego okrętu wojennego.
- 1924:
  - Premiera niemego horroru niemieckiego Gabinet figur woskowych w reżyserii Paula Leniego i Leo Brinsky’ego.
  - Komunista Daisuke Nanba został skazany na karę śmierci za przeprowadzenie 27 grudnia 1923 roku nieudanego zamachu na życie japońskiego następcy tronu księcia Hirohito.
- 1927 – Oddano do użytku podwójny Holland Tunnel pod rzeką Hudson, łączący nowojorski okręg Manhattan z Jersey City w stanie New Jersey.
- 1928 – W Moskwie utworzono Instytut Mózgu.
- 1940 – Odbyła się premiera pierwszego w historii pełnometrażowego animowanego filmu stereofonicznego Fantazja, zrealizowanego w wytwórni Walta Disneya.
- 1941 – Front wschodni: w Sewastopolu zatonął po zbombardowaniu poprzedniego dnia przez niemieckie lotnictwo krążownik „Czerwona Ukraina”.
- 1942:
  - II wojna światowa w Afryce: wojska brytyjskie zdobyły Tobruk.
  - Wojna na Pacyfiku: pod Guadalcanalem (Wyspy Salomona) japoński okręt podwodny zatopił amerykański krążownik USS „Juneau”. Wśród ofiar śmiertelnych było 5 braci Sullivan.
- 1944 – Wojska bułgarskie i macedońscy partyzanci wyzwolili Skopje.
- 1947 – Hans Hedtoft został premierem Danii.
- 1950 – Zginął w zamachu prezydent Wenezueli płk Carlos Delgado Chalbaud, a tymczasowym prezydentem został Germán Suárez Flamerich
- 1955 – Pedro Eugenio Aramburu został prezydentem Argentyny.
- 1960:
  - 152 osoby (głównie dzieci) zginęły w pożarze kina w leżącym w północnej Syrii mieście Amuda.
  - W Gwatemali doszło do nieudanej próby puczu oficerów sympatyzujących z rewolucją kubańską.
- 1963 – Ahmed Bahnini został premierem Maroka.
- 1964 – Rozpoczęła się arabsko-izraelska bitwa o wodę.
- 1966:
  - 50 osób zginęło w katastrofie samolotu NAMC YS-11 należącego do All Nippon Airways w Japonii.
  - Siły Obronne Izraela wkroczyły do Jordanii, zajmując miejscowości As-Samu, Kirbet el-Markas i Kirbet Jimba. W walkach w pobliżu As-Samu zginęło 15 jordańskich żołnierzy i 3 cywilów, a rannych zostało 54 żołnierzy i 29 cywilów. Zginął także izraelski spadochroniarz, a 10 zostało rannych.
- 1969 – W USA ustanowiono Prezydencki Medal Obywatelski.
- 1970 – Minister obrony Syrii gen. Hafiz al-Asad przeprowadził bezkrwawy pucz, w wyniku którego przejął pełnię władzy w kraju.
- 1971 – Premiera thrillera Pojedynek na szosie w reżyserii Stevena Spielberga.
- 1975 – Palestyńscy terroryści z organizacji Al-Fatah zdetonowali bombę w centrum Jerozolimy. Zginęło 6 Izraelczyków, a 40 osób zostało rannych.
- 1977 – Palestyńscy terroryści z Demokratycznego Frontu Wyzwolenia Palestyny zdetonowali bombę w pobliżu szkoły na Starym Mieście w Jerozolimie, w wyniku czego zginął uczeń, a ranne zostały 4 osoby. 3 godziny później w dzielnicy żydowskiej kolejna bomba zabiła 1 osobę, a kolejną zraniła.
- 1979:
  - Ambasador Izraela w Portugalii Efraim Eldar został ranny, a jego ochroniarz zginął w wyniku zamachu przeprowadzonego przez palestyńskich terrorystów.
  - W czasie tłumienia demonstracji w Chhintang w Nepalu zginęło 16 osób.
- 1982:
  - NASA utraciła kontakt z lądownikiem marsjańskiej sondy Viking 1.
  - W Waszyngtonie otwarto Vietnam Veterans Memorial.
- 1985 – Tragedia w Armero: 28,7 tys. osób zginęło w Kolumbii w wyniku erupcji wulkanu Nevado del Ruiz.
- 1988 – Na Węgrzech założono opozycyjny Związek Wolnych Demokratów.
- 1989:
  - Hans Modrow został ostatnim komunistycznym premierem NRD.
  - Jan Adam II został księciem Liechtensteinu.
- 1990:
  - 13 osób zostało zastrzelonych przez szaleńca w mieście Aramoana na Nowej Zelandii.
  - Pojawiła się pierwsza strona WWW.
- 1991 – Premiera thrillera Przylądek strachu w reżyserii Martina Scorsese.
- 1992 – Premiera horroru Drakula w reżyserii Francisa Forda Coppoli.
- 1994 – Szwedzi zadecydowali w referendum o przystąpieniu do Unii Europejskiej.
- 1995:
  - 7 osób (w tym 5 Amerykanów) zginęło, a 60 zostało rannych w wyniku eksplozji dwóch ciężarówek na parkingu koło prowadzonego przez armię amerykańską centrum szkolenia saudyjskiej gwardii narodowej w Rijadzie.
  - Premiera filmu sensacyjnego GoldenEye w reżyserii Martina Campbella.
- 1999:
  - Chile i Peru zawarły porozumienie kończące ponad stuletni spór graniczny.
  - W wyniku powodzi w dolnym biegu rzeki Aude w południowej Francji zginęło 36 osób (12/13 listopada).
- 2000 – W Hadze rozpoczęła się 6. konferencja państw stron Konwencji Klimatycznej ONZ z Rio de Janeiro z 1992 roku.
- 2001 – Wojska Sojuszu Północnego zajęły Kabul.
- 2002 – U wybrzeży hiszpańskiej Galicji został uszkodzony tankowiec „Prestige” z ładunkiem 70 tysięcy ton oleju napędowego.
- 2004 – Gen. Colin Powell złożył rezygnację z funkcji sekretarza stanu w gabinecie prezydenta USA George’a W. Busha.
- 2005 – Urzędujący prezydent Burkiny Faso Blaise Compaoré został wybrany na kolejną kadencję.
- 2011 – W Osetii Południowej odbyła się I tura wyborów prezydenckich. Do II tury przeszli: Anatolij Bibiłow i Ałła Dżyojewa.
- 2012 – Całkowite zaćmienie Słońca widoczne nad północną Australią i południowym Pacyfikiem.
- 2015 – W serii zamachów terrorystycznych w Paryżu i Saint-Denis zginęło 137 osób, a ponad 300 zostało rannych, w tym 99 ciężko.
- 2016:
  - Gen. Rumen Radew wygrał w II turze wybory prezydenckie w Bułgarii.
  - Igor Dodon wygrał w II turze wybory prezydenckie w Mołdawii.
- 2022 – Nataša Pirc Musar wygrała w II turze wybory prezydenckie w Słowenii.

## Urodzili się
- 354 – Augustyn z Hippony, filozof, pisarz, teolog, organizator życia kościelnego, doktor i ojciec Kościoła, święty katolicki i błogosławiony prawosławny pochodzenia berberyjskiego (zm. 430)
- 895 – Al-Muktadir, kalif z dynastii Abbasydów (zm. 932)
- 1312 – Edward III, król Anglii (zm. 1377)
- 1453 – Krzysztof I, margrabia Badenii (zm. 1527)
- 1482 – Elżbieta Jagiellonka, królewna polska, księżniczka litewska, księżna legnicka (zm. 1517)
- 1486 – Jan Mayer von Eck, niemiecki teolog (zm. 1543)
- 1493 – Wilhelm IV, książę Bawarii (zm. 1550)
- 1504 – Filip Wielkoduszny, landgraf Hesji (zm. 1567)
- 1559 – Albrecht VII Habsburg, arcyksiążę austriacki, namiestnik Niderlandów Hiszpańskich, arcybiskup Toledo (zm. 1621)
- 1572 – Cyryl Lukaris, grecki duchowny prawosławny, teolog, patriarcha Aleksandrii, patriarcha ekumeniczny Konstantynopola (zm. 1638)
- 1592 – Antoni Grassi, włoski filipin, błogosławiony (zm. 1671)
- 1595 – Jerzy Wilhelm Hohenzollern, elektor Brandenburgii, książę Prus (zm. 1640)
- 1598 – (data chrztu) Bartholomeus Breenbergh, holenderski malarz, rysownik, rytownik (zm. 1657)
- 1625 – Wilhelm Krzysztof, landgraf Hesji-Homburg (zm. 1681)
- 1663 – Árni Magnússon, islandzki historyk literatury (zm. 1730)
- 1668 – Kryspin Fioretti, włoski kapucyn, święty (zm. 1750)
- 1680 – Ondraszek, morawski zbójnik (zm. 1715)
- 1698 – Marcin Leopold Szczuka, polski szlachcic, polityk (zm. 1728)
- 1710 – Charles-Simon Favart, francuski librecista (zm. 1792)
- 1714 – William Shenstone, brytyjski poeta (zm. 1763)
- 1715 – Dorothea Erxleben, niemiecka lekarka (zm. 1762)
- 1727 – Guglielmo Pallotta, włoski kardynał (zm. 1795)
- 1740 – Jurij Dołgorukow, rosyjski generał (zm. 1830)
- 1743 – Hiacynt Casteñeda, hiszpański dominikanin, misjonarz, męczennik, święty (zm. 1773)
- 1747 – François-Georges Maréchal, francuski pisarz (zm. 1789)
- 1748 – William Chalmers, szwedzki kupiec, wolnomularz (zm. 1811)
- 1753 – Ippolito Pindemonte, włoski poeta (zm. 1828)
- 1757 – Archibald Alison, szkocki filozof (zm. 1839)
- 1760 – Jiaqing, cesarz Chin (zm. 1820)
- 1761 – John Moore, brytyjski generał (zm. 1809)
- 1773 – Józef Rautenstrauch, polski i rosyjski generał (zm. 1842)
- 1775:
  - Isidore Exelmans, francuski generał, marszałek i par Francji (zm. 1852)
  - Stanisław Kostka Rosołkiewicz, polski duchowny katolicki, dziekan gdański, szambelan papieski (zm. 1855)
- 1780 – Ranjit Singh, twórca państwa Sikhów (zm. 1839)
- 1781 – Stanisław Poniński, polski ziemianin, pułkownik, polityk (zm. 1847)
- 1782:
  - Joseph Kornhäusel, austriacki architekt (zm. 1860)
  - Esaias Tegnér, szwedzki duchowny luterański, biskup Växjö, poeta (zm. 1846)
- 1789 – Denis-Benjamin Papineau, kanadyjski polityk (zm. 1854)
- 1794 – William S. Denison, amerykański farmer, działacz baptystyczny, filantrop (zm. 1880)
- 1799 – Norbert Izbicki, polski dowódca wojskowy, uczestnik powstania listopadowego i Wiosny Ludów (zm. 1854)
- 1801:
  - Amelia Augusta Wittelsbach, księżniczka bawarska, królowa Saksonii (zm. 1877)
  - Elżbieta Ludwika Wittelsbach, księżniczka bawarska, królowa Prus (zm. 1873)
- 1802 – Edward Stanley, brytyjski arystokrata, polityk (zm. 1869)
- 1804 – Theophilus Holmes, amerykański generał konfederacki (zm. 1880)
- 1806 – Emilia Plater, polska hrabianka, kapitan, uczestniczka powstania listopadowego (zm. 1831)
- 1810 – William Avery Rockefeller Sr., amerykański znachor, oszust (zm. 1906)
- 1813:
  - Piotr II Petrowić-Niegosz, władca Czarnogóry (zm. 1851)
  - Allen Thurman, amerykański polityk, senator (zm. 1895)
- 1814 – Joseph Hooker, amerykański generał (zm. 1879)
- 1817 – Louis James Alfred Lefébure-Wély, francuski organista, kompozytor (zm. 1869)
- 1818 – Michaił Katkow, rosyjski dziennikarz, publicysta, polityk (zm. 1887)
- 1819 – Estanislao Figueras, hiszpański adwokat, polityk, prezydent I Republiki Hiszpańskiej (zm. 1882)
- 1820 – William Loftus, brytyjski archeolog, geolog, podróżnik, odkrywca (zm. 1858)
- 1821 – Michał Pietraszewski, rosyjski filozof, działacz społeczny (zm. 1866)
- 1822 – Thomas Heath Haviland, kanadyjski adwokat, polityk (zm. 1895)
- 1827 – Julian Cegliński, polski malarz (zm. 1910)
- 1832 – Eugenio Montero Ríos, hiszpański polityk, premier Hiszpanii (zm. 1914)
- 1834 – Ignacio Manuel Altamirano, meksykański poeta, prozaik, dziennikarz, pedagog, polityk (zm. 1893)
- 1836 – Jarosław Dąbrowski, polski generał, działacz niepodległościowy, uczestnik Komuny Paryskiej (zm. 1871)
- 1838 – Joseph F. Smith, amerykański duchowny mormoński, prezydent Kościoła Jezusa Chrystusa Świętych w Dniach Ostatnich (zm. 1918)
- 1841 – Oreste Baratieri, włoski generał (zm. 1901)
- 1842:
  - Stojan Novaković, serbski historyk, pisarz, dyplomata, polityk, premier Serbii (zm. 1915)
  - Stanislas-Arthur-Xavier Touchet, francuski duchowny katolicki, biskup Orleanu, kardynał (zm. 1926)
- 1845 – Stanisław Kujot, polski duchowny katolicki, historyk (zm. 1914)
- 1846:
  - Charles Constantine, kanadyjski oficer Północno-Zachodniej Policji Konnej (zm. 1912)
  - Jan Kubary, polski podróżnik, etnograf, badacz Oceanii (zm. 1896)
- 1847:
  - Teofil Ciesielski, polski botanik, pszczelarz, redaktor, wydawca (zm. 1916)
  - Edward Korniłowicz, polski psychiatra (zm. 1909)
  - Heinrich Obersteiner, austriacki neurolog, neuroanatom (zm. 1922)
- 1848 – Albert I Grimaldi, książę Monako (zm. 1922)
- 1850 – Robert Louis Stevenson, szkocki poeta, prozaik, reportażysta, podróżnik (zm. 1894)
- 1851 – Klemens Bachleda, polski przewodnik tatrzański, ratownik TOPR (zm. 1910)
- 1852:
  - Stanisław Jarociński, polski przedsiębiorca, filantrop (zm. 1934)
  - Leon Szuman, polski chirurg, poeta, działacz społeczny (zm. 1920)
- 1854 – Michał Febres Cordero y Muñoz, ekwadorski lasalianin, święty (zm. 1910)
- 1855 – Andrzej Janocha, polski kapucyn, kaznodzieja, misjonarz ludowy, pisarz ascetyczny, rzeźbiarz, malarz (zm. 1921)
- 1856 – Louis Dembitz Brandeis, amerykański prawnik, sędzia Sądu Najwyższego (zm. 1941)
- 1857 – Franciszek Schornak, polski nauczyciel, etnograf, działacz kociewski (zm. 1940)
- 1859 – Witold Franciszek Lewicki, polski ziemianin, dziennikarz, ekonomista, polityk (zm. 1931)
- 1860 – Stanisław Jan Majewski, polski inżynier, przemysłowiec, pisarz, polityk, poseł na Sejm RP (zm. 1944)
- 1864 – Jędrzej Wowro, polski rzeźbiarz ludowy, świątkarz, snycerz (zm. 1937)
- 1866 – Bert Taylor, amerykański publicysta, satyryk, poeta (zm. 1921)
- 1867:
  - Edward Adamski, polski generał brygady (zm. 1926)
  - Alexander Woodrow, szkocki rugbysta (zm. 1916)
- 1868 – Johannes Jaroslaw Marcinowski, niemiecki psychiatra, psychoanalityk (zm. 1935)
- 1869:
  - August Heisenberg, niemiecki historyk, bizantynolog, wykładowca akademicki (zm. 1930)
  - Helene Stöcker, niemiecka feministka, pacyfistka, publicystka (zm. 1943)
- 1870 – Stanisław Dnistrianski, ukraiński prawnik, polityk (zm. 1935)
- 1871:
  - Charles Spencer-Churchill, brytyjski arystokrata, polityk (zm. 1934)
  - Józef Ziabicki, polski inżynier, menedżer, dyplomata (zm. 1958)
- 1872:
  - Stanisław Majerski, polski architekt (zm. 1926)
  - Eugeniusz Piasecki, polski lekarz, teoretyk wychowania fizycznego i higieny szkolnej, harcmistrz (zm. 1947)
- 1874:
  - Marguerite Long, francuska pianistka, pedagog (zm. 1966)
  - Vital Soares, brazylijski prawnik, polityk (zm. 1933)
- 1876:
  - William Noble Andrews, amerykański polityk (zm. 1937)
  - Moses Kiley, amerykański duchowny katolicki, arcybiskup Milwaukee pochodzenia kanadyjskiego (zm. 1953)
  - Zygmunt Marynowski, polski inżynier komunikacji (zm. 1937)
- 1878 – Michaił Tkaczenko, radziecki leśnik, gleboznawca, wykładowca akademicki (zm. 1950)
- 1879:
  - John Grieb, amerykański gimnastyk (zm. 1939)
  - Alicja Simon, polska muzykolog, profesor (zm. 1958)
- 1881:
  - Wincenty Drabik, polski malarz, scenograf (zm. 1933)
  - Klemens Matusiak, polski działacz narodowy, pedagog (zm. 1969)
  - Rudolf Minger, szwajcarski polityk, prezydent Szwajcarii (zm. 1955)
- 1883 – Leo Goodwin, amerykański pływak (zm. 1957)
- 1885 – Frieda Strohmberg, niemiecka malarka pochodzenia żydowskiego (zm. 1940)
- 1886:
  - Jerzy Lande, polski prawnik, fotograf, taternik (zm. 1954)
  - Mary Wigman, niemiecka tancerka (zm. 1973)
- 1887 – Wilhelm Kube, niemiecki polityk nazistowski, publicysta (zm. 1943)
- 1888 – Bronisław Wróblewski, polski teoretyk prawa, kryminolog (zm. 1941)
- 1889:
  - Jadwiga Falkowska, polska harcmistrzyni, żołnierz AK, uczestniczka powstania warszawskiego (zm. 1944)
  - Ostap Wysznia, ukraiński pisarz (zm. 1956)
- 1890 – Albert Stohr, niemiecki duchowny katolicki, biskup Moguncji (zm. 1961)
- 1891:
  - Edward Kozikowski, polski poeta, prozaik (zm. 1980)
  - Phil Shafer, amerykański kierowca wyścigowy (zm. 1971)
- 1892:
  - Jean Gutweniger, szwajcarski gimnastyk (zm. 1979)
  - Paweł Zołotow, polski pilot cywilny i wojskowy, rekonstruktor zabytkowych samolotów (zm. 1979)
- 1893 – Stanisław Antoni Ratold, polski aktor, piosenkarz (zm. 1926)
- 1894:
  - Piotr Hausvater, polski nauczyciel, poeta, muzyk, działacz teatralny (zm. 1966)
  - Nita Naldi, amerykańska aktorka pochodzenia irlandzkiego (zm. 1961)
- 1895:
  - Edward Buzzell, amerykański reżyser filmowy (zm. 1985)
  - Jan de Natris, holenderski piłkarz (zm. 1972)
- 1896 – Nobusuke Kishi, japoński polityk, premier Japonii (zm. 1987)
- 1897:
  - Stanisław Czajka, polski duchowny katolicki, biskup pomocniczy częstochowski (zm. 1965)
  - Tilly Edinger, niemiecko-amerykańska paleontolog, paleoneurolog (zm. 1967)
  - Józefa Mikowa, polska działaczka patriotyczna i społeczna (zm. 1942)
- 1898:
  - Wallace Foster Bennett, amerykański polityk, senator (zm. 1993)
  - Stanisław Kosko, polski porucznik marynarki wojennej (zm. 1939)
  - Aleksander Marten, polski aktor, reżyser filmowy pochodzenia żydowskiego (zm. 1942)
- 1899:
  - Stanisław Brucz, polski poeta, tłumacz (zm. 1978)
  - Karl Ehrenbolger, szwajcarski piłkarz (zm. ?)
  - Huang Xianfan, chiński historyk, etnolog, antropolog, działacz społeczny (zm. 1982)
  - Herold Jansson, duński gimnastyk, skoczek do wody (zm. 1965)
  - Tadeusz Kulisiewicz, polski grafik, rysownik (zm. 1988)
  - Iskander Mirza, pakistański polityk, prezydent Pakistanu (zm. 1969)
- 1900:
  - Lorenzo Guerrero Gutiérrez, nikaraguański polityk, prezydent Nikaragui (zm. 1981)
  - Stanisław Kosiakiewicz, polski działacz komunistyczny i związkowy (zm. 1961)
- 1901:
  - Stanisław Araszkiewicz, polski polityk, poseł na Sejm RP, żołnierz BCh, urzędnik, działacz społeczny (zm. 1983)
  - Vilmos Nyúl, węgierski piłkarz, trener (zm. 1953)
  - Leonard Szymański, polski generał brygady, inżynier (zm. 1976)
- 1903:
  - Janina Dziarnowska, polska pisarka, tłumaczka (zm. 1992)
  - Jakub Kubowski, polski działacz komunistyczny, poeta, publicysta pochodzenia żydowskiego (zm. 1937)
- 1904:
  - Zofia Morawska, polska działaczka społeczna (zm. 2010)
  - Peter Yorck von Wartenburg, niemiecki prawnik, działacz antynazistowski (zm. 1944)
- 1905 – Romuald Nałęcz-Tymiński, polski kontradmirał (zm. 2003)
- 1906:
  - Hermione Baddeley, brytyjska aktorka (zm. 1986)
  - Vilma Jamnická, słowacka aktorka, pisarka, astrolożka (zm. 2008)
  - Willibald Kreß, niemiecki piłkarz, bramkarz, trener (zm. 1989)
  - Torborg Nedreaas, norweska pisarka (zm. 1987)
  - Stefan Staszewski, polski polityk, działacz partyjny (zm. 1989)
  - Stanisław Westwalewicz, polski malarz, grafik, rysownik (zm. 1997)
- 1907:
  - Zbigniew Oleński, polski kapitan pilot, szybownik, pilot doświadczalny (zm. 1970)
  - Ernst Ristmägi, estoński polityk komunistyczny (zm. 1976)
  - László Szollás, węgierski łyżwiarz figurowy pochodzenia żydowskiego (zm. 1980)
  - Valter Tauli, estoński językoznawca-uralista (zm. 1986)
  - Savang Vatthana, król Laosu (zm. 1978)
- 1909 – Gunnar Björnstrand, szwedzki aktor (zm. 1986)
- 1910 – Lew Kaltenbergh, polski pisarz, tłumacz (zm. 1989)
- 1911 – Buck O’Neil, amerykański baseballista, trener, agent, działacz sportowy (zm. 2006)
- 1912 – Claude Pompidou, francuska pierwsza dama (zm. 2007)
- 1913 – Lon Nol, kambodżański generał, polityk, premier i prezydent Kambodży (zm. 1985)
- 1914:
  - Amelia Bence, argentyńska aktorka (zm. 2016)
  - William Gibson, amerykański pisarz (zm. 2008)
  - Alberto Lattuada, włoski reżyser filmowy (zm. 2005)
- 1915:
  - Howard Cooke, jamajski polityk, gubernator generalny (zm. 2014)
  - Carla Marangoni, włoska gimnastyczka sportowa (zm. 2018)
  - Andrzej Pluciński, polski koszykarz (zm. 1963)
  - Antoni Tomiczek, polski pilot wojskowy i sportowy (zm. 2013)
- 1916 – Ignacy Bator, polski strzelec radiooperator, cichociemny, uczestnik powstania warszawskiego (zm. 1944)
- 1917 – Robert Sterling, amerykański aktor (zm. 2006)
- 1918:
  - Werner Aspenström, szwedzki poeta, dramaturg (zm. 1997)
  - Nikołaj Pietrowiczew, radziecki polityk (zm. 2002)
  - Stanisław Witt, polski kleryk, Sługa Boży (zm. 1943)
- 1919:
  - Paul Bogart, amerykański reżyser filmowy i telewizyjny (zm. 2012)
  - Mary Beth Hughes, amerykańska aktorka (zm. 1995)
  - Józef Walaszczyk, polski kaletnik, przedsiębiorca, Sprawiedliwy wśród Narodów Świata (zm. 2022)
  - Werner Weber, szwajcarski dziennikarz, literaturoznawca (zm. 2005)
  - Adam Wolanin, polsko-amerykański piłkarz (zm. 1987)
- 1920:
  - Guillermina Bravo, meksykańska tancerka, choreografka (zm. 2013)
  - Stanisław Swen Czachorowski, polski poeta, prozaik, aktor (zm. 1994)
  - Jack Elam, amerykański aktor (zm. 2003)
  - Eugeniusz Grasberg, polski ekonomista pochodzenia żydowskiego (zm. 2011)
  - Edward Thomas Hughes, amerykański duchowny katolicki, biskup Metuchen (zm. 2012)
  - Franciszek Kęsy, polski salezjanin, męczennik, błogosławiony (zm. 1942)
- 1922:
  - Barbara Stanisława Drapczyńska, polska studentka (zm. 1944)
  - Wojciech Morawiecki, polski specjalista prawa międzynarodowego (zm. 2019)
  - Oskar Werner, austriacki aktor (zm. 1984)
- 1923:
  - Pío Cabanillas, hiszpański prawnik, polityk (zm. 1991)
  - Linda Christian, meksykańska aktorka (zm. 2011)
  - Fiedora Puszyna, radziecka felczerka wojskowa (zm. 1943)
- 1924:
  - Román Arrieta Villalobos, kostarykański duchowny katolicki, biskup Tilarán, arcybiskup metropolita San José (zm. 2005)
  - Motoo Kimura, japoński genetyk, biolog molekularny (zm. 1994)
- 1925:
  - Zbigniew Bolt, polski lekarz, Sprawiedliwy wśród Narodów Świata (zm. 2017)
  - Janina Ramotowska, polska nauczycielka, polityk, poseł na Sejm PRL (zm. 2017)
- 1926:
  - Harry Hughes, amerykański polityk (zm. 2019)
  - Barbara Stroińska-Kuś, polska neurolog (zm. 2019)
- 1927:
  - Alicja Kowalczyk, polska działaczka opozycji antykomunistycznej (zm. 2020)
  - Alfred Weigert, niemiecki astrofizyk, astronom (zm. 1992)
- 1928:
  - Ralph Foody, amerykański aktor (zm. 1999)
  - Michel Gauquelin, francuski psycholog, statystyk (zm. 1991)
  - Jack George, amerykański koszykarz (zm. 1989)
  - Irena Huml, polska krytyk i historyk sztuki (zm. 2015)
- 1929:
  - Wojciech Buliński, polski architekt (zm. 2021)
  - Jacek Flur, polski aktor, reżyser radiowy (zm. 2020)
  - Franciszek Kobryńczuk, polski lekarz weterynarii (zm. 2016)
  - Zofia Komedowa, polska miłośniczka jazzu, promotorka, menedżerka (zm. 2009)
  - Fred Phelps, amerykański prawnik, duchowny baptystyczny, założyciel Kościoła Baptystycznego Westboro (zm. 2014)
  - Uno Piir, estoński piłkarz, trener (zm. 2025)
  - Bernard Pruski, polski kolarz szosowy i przełajowy, trener (zm. 2018)
  - Bogdan Tranda, polski duchowny ewangelicki (zm. 1996)
- 1930:
  - Fred R. Harris, amerykański pisarz, prawnik, polityk, senator (zm. 2024)
  - Danuta Idaszak, polska muzykolog (zm. 2011)
  - Alfred Kleine, niemiecki generał porucznik Stasi
  - Teresa Weyssenhoff, polska pisarka (zm. 1984)
- 1931:
  - Alicja Kurnatowska, polska lekarz, profesor nauk medycznych (zm. 2022)
  - Antonio La Pergola, włoski prawnik, nauczyciel akademicki, polityk (zm. 2007)
  - José María Libório Camino Saracho, hiszpański duchowny katolicki, biskup Presidente Prudente (zm. 2021)
  - Sakti Mazumdar, indyjski bokser (zm. 2021)
- 1932:
  - Olga Connolly, czesko-amerykańska lekkoatletka, dyskobolka (zm. 2024)
  - Hilton Deakin, australijski duchowny katolicki, biskup pomocniczy Melbourne (zm. 2022)
  - Alicja Kępińska, polska historyk sztuki (zm. 2019)
  - Richard Muligan, amerykański aktor (zm. 2000)
  - František Pitra, czeski polityk komunistyczny (zm. 2018)
  - Ritva Valkama, fińska aktorka (zm. 2020)
- 1933:
  - Buchuti Gurgenidze, gruziński szachista (zm. 2008)
  - Peter Härtling, niemiecki pisarz (zm. 2017)
  - Janusz Kamiński, polski polityk, minister komunikacji oraz transportu, żeglugi i łączności
- 1934:
  - Peter Arnett, nowozelandzki dziennikarz
  - Ellis Marsalis, amerykański pianista jazzowy (zm. 2020)
  - Garry Marshall, amerykański reżyser filmowy, aktor (zm. 2016)
- 1935 – Danuta Szmit-Zawierucha, polska pisarka, dziennikarka, varsavianistka (zm. 2014)
- 1936:
  - Zbigniew Borkowski, polski archeolog, papirolog (zm. 1991)
  - Cesare Cavalleri, włoski dziennikarz, pisarz, krytyk literacki, wydawca (zm. 2022)
  - Dacia Maraini, włoska pisarka
- 1937:
  - Adam Holender, polski operator i reżyser filmowy
  - Sepp Lichtenegger, austriacki skoczek narciarski
  - Stanisław Oślizło, polski piłkarz
  - Lazar Radović, czarnogórski piłkarz
  - Bernd Rohr, niemiecki kolarz szosowy i torowy (zm. 2022)
- 1938:
  - Roma Ligocka, polska malarka, pisarka pochodzenia żydowskiego
  - Jean Seberg, amerykańska aktorka, reżyserka filmowa (zm. 1979)
  - Rolando Serrano, kolumbijski piłkarz, trener (zm. 2022)
- 1939:
  - Karel Brückner, czeski piłkarz, trener
  - Idris Muhammad, amerykański perkusista jazzowy (zm. 2014)
  - Jerzy Siemasz, polski pisarz, autor tekstów piosenek, tłumacz
  - Bob Tutupoly, indonezyjski piosenkarz (zm. 2022)
  - Krzysztof Zdzitowiecki, polski biolog helmintolog, taternik, alpinista, himalaista (zm. 2025)
- 1940:
  - Joan Haanappel, holenderska łyżwiarka figurowa (zm. 2024)
  - Saul Kripke, amerykański filozof, logik (zm. 2022)
  - Stanisław Moszuk, polski operator i reżyser filmowy (zm. 1995)
  - Daniel Pilon, kanadyjski aktor (zm. 2018)
- 1941:
  - Eberhard Diepgen, niemiecki polityk
  - Joseph Lee Galloway, amerykański dziennikarz, korespondent wojenny, felietonista, publicysta (zm. 2021)
  - Dack Rambo, amerykański aktor (zm. 1994)
  - Marie Rottrová, czeska piosenkarka, pianistka, kompozytorka, autorka tekstów
  - Karol Węglarzy, polski zootechnik, wykładowca akademicki, samorządowiec, polityk, poseł na Sejm RP
- 1942:
  - Lidia Grzesiuk, polska psycholog, wykładowczyni akademicka
  - Jan (Renneteau), francuski biskup prawosławny
- 1943:
  - Roberto Boninsegna, włoski piłkarz
  - Mustafa Dżemilew, ukraiński polityk pochodzenia krymskotatarskiego
  - Barbara Hermel-Niemczyk, polska siatkarka, trenerka
  - Włodzimierz Korcz, polski kompozytor, pianista, aranżer, dyrygent
  - Clément Mouamba, kongijski ekonomista, polityk, minister finansów, premier Konga (zm. 2021)
- 1944:
  - Eugenio Arellano Fernández, hiszpański duchowny katolicki, biskup, nuncjusz apostolski
  - Ron Harris, angielski piłkarz
  - Jesper Klein, duński aktor (zm. 2011)
  - Sonia Pioseczna, polska lekkoatletka, dyskobolka
- 1945:
  - Władisław Aczałow, radziecki generał (zm. 2011)
  - Masahiro Hasemi, japoński kierowca wyścigowy, właściciel zespołu wyścigowego
  - Pierre Pelot, francuski pisarz
  - Andrzej Zygmunt, polski piłkarz (zm. 2022)
- 1946:
  - Stanisław Barańczak, polski poeta, krytyk literacki, tłumacz, działacz KOR (zm. 2014)
  - Sabah Bizi, albański piłkarz, trener (zm. 2025)
  - Wanda Coleman, amerykańska poetka (zm. 2013)
  - Gerrie Deijkers, holenderski piłkarz (zm. 2003)
  - Adolfo González Montes, hiszpański duchowny katolicki, biskup Almeríi
  - Wiesław Nowicki, polski aktor, reżyser teatralny, publicysta, dziennikarz (zm. 2012)
  - Ian Sharp, brytyjski reżyser filmowy
  - Mike Tagg, brytyjski lekkoatleta, długodystansowiec
- 1947:
  - Ewa Barańska, polska pisarka, scenarzystka (zm. 2017)
  - Amory Lovins, amerykański fizyk, ekolog
  - Joe Mantegna, amerykański aktor, reżyser i producent filmowy pochodzenia włoskiego
  - Ján Pivarník, słowacki piłkarz, trener
  - Silvano Prandi, włoski siatkarz, trener
  - Janusz Strobel, polski gitarzysta, kompozytor
  - Zbigniew Wichłacz, polski operator filmowy
- 1948:
  - Nicolas Grimal, francuski egiptolog
  - Snežana Hrepevnik, serbska lekkoatletka, skoczkini wzwyż (zm. 1981)
  - Carlos Humberto Malfa, argentyński duchowny katolicki, biskup Chascomús
  - Pavlina Mani, albańska aktorka
  - Mirosław Ryba, polski lekarz anestezjolog (zm. 2015)
  - Władimir Safonow, rosyjski hokeista, trener
- 1949:
  - Barbara Dohnalik, polska pisarka, tłumaczka
  - Stasiek Wielanek, polski wokalista, instrumentalista, członek Kapeli Czerniakowskiej (zm. 2016)
- 1950:
  - Raquel Pankowsky, meksykańska aktorka (zm. 2022)
  - Dušan Radolský, słowacki piłkarz, trener
  - Antal Spányi, węgierski duchowny katolicki, biskup Székesfehérvár
- 1951:
  - Zbigniew Janusz, polski poeta
  - Gheorghe Mulțescu, rumuński piłkarz, trener (zm. 2024)
- 1952:
  - Andrzej Bratkowski, polski ekonomista
  - Art Malik, brytyjski aktor pochodzenia pakistańskiego
  - Josip Kuže, chorwacki piłkarz (zm. 2013)
  - Stanisław Stuligłowa, polski trener łucznictwa (zm. 2012)
  - Elżbieta Tosza, polska dziennikarka, publicystka
  - Andrzej Włodarczyk, polski chirurg, urzędnik państwowy, polityk (zm. 2018)
- 1953:
  - Frances Conroy, amerykańska aktorka pochodzenia łotewsko-irlandzkiego
  - Mokhtar Dahari, malezyjski piłkarz (zm. 1991)
  - Andrés Manuel López Obrador, meksykański polityk
  - Tracy Scoggins, amerykańska aktorka, modelka
  - Milan Štěch, czeski polityk
- 1954:
  - Robert Goddard, brytyjski pisarz
  - Gintautas Kėvišas, litewski pianista, polityk
  - Chris Noth, amerykański aktor
  - Hartmut Schade, niemiecki piłkarz, trener
  - Angelo Spina, włoski duchowny katolicki, biskup Sulmona-Valva
- 1955:
  - Whoopi Goldberg, amerykańska aktorka, piosenkarka, komediantka
  - Adam Hajduk, polski samorządowiec, prezydent Raciborza, starosta powiatu raciborskiego
  - Jan Kamiński, polski polityk, samorządowiec, poseł na Sejm RP, wicemarszałek województwa podlaskiego
  - Stanisław Terlecki, polski piłkarz (zm. 2017)
- 1956:
  - Ginger Alden, amerykańska aktorka, modelka
  - Charlie Baker, amerykański polityk, gubernator Massachusetts
  - Christof Koch, amerykański neurobiolog
  - Rex Linn, amerykański aktor
  - Janusz Rudnicki, polski prozaik, eseista
  - Ana Weruli, grecka lekkoatletka, oszczepniczka
- 1957:
  - Greg Abbott, amerykański prawnik, polityk, gubernator Teksasu
  - Stephen Baxter, brytyjski pisarz science fiction
  - Carlie Geer, amerykańska wioślarka
  - John de Jongh, amerykański polityk
- 1958:
  - Rose Marie Compaoré, burkińska polityk (zm. 2020)
  - Linda Jackson, kanadyjska kolarka szosowa
  - Stephenson King, polityk z Saint Lucia, premier
  - Izabela Kłosińska, polska śpiewaczka operowa (sopran)
  - Sílvio Paiva, brazylijski piłkarz
  - Adam Szejnfeld, polski prawnik, polityk, poseł na Sejm, eurodeputowany, senator RP
- 1959:
  - Caroline Goodall, brytyjska aktorka
  - Lene Hau, duńska fizyk
  - Hari Kostow, macedoński polityk, premier Macedonii Północnej
  - José Carlos Somoza, hiszpański pisarz pochodzenia kubańskiego
  - Stanisław Wziątek, polski pedagog, samorządowiec, polityk, wojewoda zachodniopomorski, poseł na Sejm RP
- 1960:
  - Krzysztof Bochenek, polski aktor
  - Neil Flynn, amerykański aktor, komik
  - Sławomir Jóźwik, polski reżyser, aktor
  - Jarosław Kamiński, polski montażysta filmowy
  - Pawieł Konowałow, rosyjski lekkoatleta, sprinter
- 1961:
  - Anita Amirrezvani, irańska pisarka
  - Mahamat Kamoun, środkowoafrykański polityk, premier Republiki Środkowoafrykańskiej
  - José Ignacio Munilla Aguirre, hiszpański duchowny katolicki, biskup San Sebastián
  - Lech Piasecki, polski kolarz szosowy
  - Tomasz Posadzki, polski prawnik, prezydent Gdańska
- 1962:
  - Arkadiusz Bagłajewski, polski krytyk i historyk literatury
  - Irena Oženko, litewska lekkoatletka, skoczkini w dal
  - Serhij Raluczenko, ukraiński piłkarz, trener (zm. 2024)
- 1963:
  - Zbigniew Biernat, polski samorządowiec, polityk, poseł na Sejm RP
  - María Ángela Holguín, kolumbijska polityk
  - Olivier Leborgne, francuski duchowny katolicki, biskup Arras
- 1964:
  - Ronald Agénor, haitański tenisista
  - Urban Ahlin, szwedzki polityk
  - Carlos Antonio Muñoz, ekwadorski piłkarz (zm. 1993)
  - Timo Rautiainen, fiński pilot rajdowy
  - Małgorzata Saramonowicz, polska pisarka, dziennikarka
  - Dan Sullivan, amerykański polityk, senator
- 1965:
  - Oliver Kreuzer, niemiecki piłkarz
  - Robert Moskwa, polski aktor
  - Željko Petrović, czarnogórski piłkarz, trener
  - José Manuel de la Torre, meksykański piłkarz, trener
- 1966:
  - Tymoteusz (Aioanei), rumuński biskup prawosławny
  - Piotr Socha, polski grafik, projektant, ilustrator
  - Rumeal Robinson, amerykański koszykarz
- 1967:
  - Juhi Chawla, indyjska aktorka, producentka filmowa, modelka
  - Hong Sung-sik, południowokoreański bokser
  - Jimmy Kimmel, amerykański prezenter i producent telewizyjny
  - Dariusz Kołodziejczyk, polski filolog, polityk, poseł na Sejm RP
  - Dariusz Skrzypczak, polski piłkarz
  - Dmitrij Szewczenko, rosyjski florecista
  - Steve Zahn, amerykański aktor
- 1968:
  - Orazio Fagone, włoski łyżwiarz szybki, specjalista short tracku
  - Marc Janssens, belgijski kolarz przełajowy, szosowy i torowy
  - Gerald Klug, austriacki polityk
  - Janusz Wituch, polski aktor dubbingowy
- 1969:
  - Ayaan Hirsi Ali, holenderska polityk, publicystka pochodzenia somalijskiego
  - Edyta Bach, polska aktorka
  - Eduardo Berizzo, argentyński piłkarz, trener
  - Gerard Butler, szkocki aktor, producent filmowy
  - Agnieszka Chacińska, polska biolog
  - Stephen Full, amerykański aktor, komik
  - Nico Motchebon, niemiecki pięcioboista nowoczesny, lekkoatleta, średniodystansowiec
- 1970:
  - Ari’el Ati’as, izraelski polityk
  - Chad Bannon, amerykański aktor, model, kulturysta
  - Julija Graudyń, rosyjska lekkoatletka, płotkarka
  - George-Gabriel Grigore, rumuński szachista
  - Jakub Szal, polski hokeista (zm. 1994)
- 1971:
  - Sławomir Furca, polski hokeista, działacz sportowy
  - Noah Hathaway, amerykański aktor
  - Dymitr (Rudiuk), ukraiński biskup prawosławny
  - Jörgen Sandström, szwedzki muzyk, kompozytor, wokalista, autor tekstów, członek zespołów: Grave, Entombed, The Project Hate MCMXCIX, Krux, Vicious Art i Torture Division
- 1972:
  - Melvin Anthony, amerykański kulturysta
  - Arkadiusz Kaliszan, polski piłkarz, trener
  - Takuya Kimura, japoński aktor, wokalista, członek zespołu SMAP
  - Ryan van Poederooyen, kanadyjski perkusista, członek zespołów: The Devin Townsend Band, Non-Human Level, Terror Syndrome i Devin Townsend Project pochodzenia holenderskiego
  - Pedro Reyes, chilijski piłkarz
  - Samantha Riley, australijska pływaczka
  - Juan Ríos Cantú, meksykański aktor, reżyser i producent telewizyjny i teatralny
  - Pavel Verbíř, czeski piłkarz
- 1973:
  - Jordan Bridges, amerykański aktor
  - David Embé, kameruński piłkarz
  - Sam Soliman, australijski bokser
  - Zajka, polski raper, producent muzyczny
- 1974:
  - Norbert Cieraciew, polski hokeista
  - Kim Director, amerykańska aktorka
  - Christian Giménez, argentyński piłkarz
  - Graeme Murty, szkocki piłkarz, trener
  - Arkadiusz Protasiuk, polski pilot wojskowy, politolog (zm. 2010)
  - Siergiej Riazanski, rosyjski biolog, kosmonauta
  - Norbert Sarnecki, polski rzeźbiarz (zm. 2025)
  - Waleryj Strypiejkis, białoruski piłkarz
  - Jewa Wybornowa, ukraińska szpadzistka
  - Indrek Zelinski, estoński piłkarz
- 1975:
  - Szymon Brzeziński, polski muzyk, kompozytor, aranżer, producent muzyczny
  - Alain Digbeu, francuski koszykarz, trener
  - Ivica Dragutinović, serbski piłkarz
  - Arno Frisch, austriacki aktor
  - Aisha Hinds, amerykańska aktorka
  - Sarah Pitkowski, francuska tenisistka
  - Quim, portugalski piłkarz, bramkarz
- 1976:
  - Albina Achatowa, rosyjska biathlonistka
  - Dmitrij Dorofiejew, rosyjski łyżwiarz szybki
  - Bob de Jong, holenderski łyżwiarz szybki
  - Alessio Sartori, włoski wioślarz
  - Kelly Sotherton, brytyjska lekkoatletka, wieloboistka
  - Hiroshi Tanahashi, japoński wrestler
- 1977:
  - Rafał Brzoska, polski przedsiębiorca, menedżer
  - Robert Danielski, polski gitarzysta, kompozytor, członek zespołu Changer
  - Danijel Mađarić, chorwacki piłkarz, bramkarz
  - Lilija Szobuchowa, rosyjska lekkoatletka, biegaczka długodystansowa
- 1978:
  - Petr Mlsna, czeski prawnik, urzędnik państwowy, polityk
  - Shen Xue, chińska łyżwiarka figurowa
- 1979:
  - Samantha Brincat, australijsko-maltańska koszykarka
  - Nikolai Fraiture, amerykański basista, członek zespołu The Strokes
  - Amber Halliday, australijska wioślarka
  - Paweł Magdoń, polski piłkarz
  - Manuela Montebrun, francuska lekkoatletka, młociarka
  - Joanna Mueller, polska poetka, literaturoznawczyni, krytyk literacki
  - Metta World Peace, amerykański koszykarz
- 1980:
  - Monique Coleman, amerykańska aktorka, piosenkarka
  - Benjamin Darbelet, francuski judoka
  - Marianela Garbari, argentyńska siatkarka
  - François-Louis Tremblay, kanadyjski łyżwiarz szybki, specjalista short tracku
  - Miloš Vujanić, serbski koszykarz
- 1981:
  - Mirela Delić, chorwacka siatkarka
  - Roman Karakewycz, ukraiński piłkarz
  - Greg Minnaar, południowoafrykański kolarz górski
  - Leila Ben Youssef, tunezyjska lekkoatletka, tyczkarka
- 1982:
  - Ilona Chojnowska, polska aktorka
  - Michael Copon, amerykański aktor, piosenkarz
  - Johannes Ertl, austriacki piłkarz
  - Hamdan ibn Muhammad Al Maktum, dubajski książę, następca tronu
  - Daniela Klemenschits, austriacka tenisistka (zm. 2008)
  - Sandra Klemenschits, austriacka tenisistka
  - Kumi Kōda, japońska piosenkarka
  - Roksana Krzemińska, polska aktorka
  - Sean Rooney, amerykański siatkarz
- 1983:
  - Kalle Kriit, estoński kolarz górski i szosowy
  - Elias Gaspar Pelembe, mozambicki piłkarz
  - Ibán Pérez, hiszpański siatkarz
- 1984:
  - Lucas Barrios, paragwajski piłkarz pochodzenia argentyńskiego
  - Sarah Rose Karr, amerykańska aktorka
  - Ervis Koçi, albański piłkarz, bramkarz
  - Cory Lee, kanadyjska piosenkarka, aktorka pochodzenia chińsko-niemieckiego
  - Kurt Morath, tongański rugbysta
  - Joël Sami, kongijski piłkarz
  - Yargelis Savigne, kubańska lekkoatletka, trójskoczkini i skoczkini w dal
  - Simon-Paul Wagner, niemiecki aktor
  - Daniel Yeboah, iworyjski piłkarz, bramkarz
- 1985:
  - Asdrúbal Cabrera, wenezuelski baseballista
  - Viktor Elm, szwedzki piłkarz
  - Adel Lamy, katarski piłkarz pochodzenia kuwejckiego
  - Alaksandr Lisouski, białoruski kolarz torowy i szosowy
  - Andrea Penezić, chorwacka piłkarka ręczna
  - Shavkat Salomov, uzbecki piłkarz
- 1986:
  - Siergiej Bakulin, rosyjski lekkoatleta, chodziarz
  - Francesca Devetag, włoska siatkarka
  - Wade Miley, amerykański baseballista
  - Jan Sarnowski, polski prawnik, urzędnik państwowy, wiceminister
  - Kwame Watson-Siriboe, amerykański piłkarz
  - Johann Witt, niemiecki bokser
- 1987:
  - Martin Brockman, brytyjski lekkoatleta, wieloboista
  - Julia Kamińska, polska aktorka niezawodowa
  - Aleksandra Urbańczyk-Olejarczyk, polska pływaczka
  - Dana Vollmer, amerykańska pływaczka
- 1988:
  - Niklas Backman, szwedzki piłkarz
  - Marko Bojić, czarnogórski siatkarz
  - Anna-Theresa Kluchert, niemiecka wioślarka
- 1989:
  - Peter Matthews, jamajski lekkoatleta, sprinter
  - Bartosz Rymaniak, polski piłkarz
  - Maksim Skawysz, białoruski piłkarz
- 1990:
  - Adam Balski, polski bokser
  - Jerzy Janowicz, polski tenisista
  - Jibbs, amerykański raper
  - Artiom Łaguta, rosyjski żużlowiec
  - Fiodor Małychin, rosyjski hokeista (zm. 2025)
  - Isaiah Wilkerson, amerykański koszykarz
- 1991:
  - Matt Bennett, amerykański aktor, scenarzysta, piosenkarz
  - Devon Bostick, kanadyjski aktor
  - Anete Brice, łotewska biegaczka narciarska
  - Jeffrey Bruma, holenderski piłkarz pochodzenia surinamskiego
  - Ilja Burow, rosyjski narciarz dowolny
  - Tre Bussey, amerykański koszykarz
  - Betlhem Desalegn, emiracka lekkoatletka, biegaczka średnio- i długodystansowa pochodzenia etiopskiego
  - Alexandre Ferreira, portugalski siatkarz
  - Rumian Howsepian, ormiański piłkarz
  - Andriej Łuniow, rosyjski piłkarz, bramkarz
- 1992:
  - Fatoumata Gnacko, senegalska lekkoatletka, tyczkarka
  - Daniel Heuer Fernandes, portugalski piłkarz, bramkarz pochodzenia niemieckiego
  - Shabazz Muhammad, amerykański koszykarz
  - Bartłomiej Pawłowski, polski piłkarz
  - Conner Rousseau, belgijski i flamandzki polityk
- 1993:
  - Roger Assalé, iworyjski piłkarz
  - Boniface Mweresa, kenijski lekkoatleta, sprinter
  - Nicolas Šumský, czeski piłkarz
- 1994:
  - Edgars Kulda, łotewski hokeista
  - Laurien Leurink, holenderska hokeistka na trawie
  - Wisar Musliu, macedoński piłkarz pochodzenia albańskiego
  - Andrew Tang, singapurski kierowca wyścigowy
- 1995:
  - Maciej Bielec, polski hokeista
  - Stella Hudgens, amerykańska aktorka
- 1996:
  - Kyara Linskens, belgijska koszykarka
  - Pang Qianyu, chińska zapaśniczka
- 1997:
  - Jędrzej Gruszczyński, polski siatkarz
  - Brent Kinsman, amerykański aktor
  - Shane Kinsman, amerykański aktor
- 1998 – Aisha Sheppard, amerykańska koszykarka
- 1999:
  - Josh Cavallo, australijski piłkarz pochodzenia włoskiego
  - Lando Norris, brytyjski kierowca wyścigowy
- 2000:
  - 24kGoldn, amerykański raper, piosenkarz, autor tekstów, aktor
  - Britton Wilson, amerykańska lekkoatletka, sprinterka i płotkarka
  - Patryk Wykrota, polski lekkoatleta, sprinter
- 2001 – Francesco Cecon, włoski skoczek narciarski
- 2002:
  - Milli, tajska raperka, piosenkarka
  - Emma Raducanu, brytyjska tenisistka pochodzenia rumuńsko-chińskiego
  - Giovanni Reyna, amerykański piłkarz pochodzenia argentyńsko-portugalskiego
- 2003:
  - Emma Aicher, niemiecka narciarka alpejska
  - Salma Paralluelo, hiszpańska piłkarka pochodzenia gwinejskiego
- 2004 – Sahra Schuller, austriacka skoczkini narciarska
- 2005 – Leny Yoro, francuski piłkarz pochodzenia iworyjskiego

## Zmarli
- 657 – Eugeniusz II, pisarz łaciński, teolog, arcybiskup Toledo, ojciec Kościoła, święty (ur. ?)
- 867 – Mikołaj I Wielki, papież, święty (ur. ?)
- 1004 – Abbo z Fleury, francuski duchowny katolicki, opat Fleury, święty (ur. ok. 945–50)
- 1093 – Malcolm III, król Szkocji (ur. ok. 1031)
- 1130 – Adolf I, hrabia Szauenburga i Holsztynu (ur. ?)
- 1154 – Izjasław II Pantelejmon, wielki książę kijowski (ur. 1096)
- 1197 – Homobonus z Cremony, włoski kupiec, święty (ur. ?)
- 1319 – Eryk Menved, król Danii (ur. 1274)
- 1345 – Konstancja Manuel, księżna Kastylii i Portugalii (ur. ?)
- 1359 – Iwan II Piękny, wielki książę moskiewski i włodzimierski (ur. 1326)
- 1460 – Henryk Żeglarz, infant portugalski, wielki mistrz Zakonu Chrystusowego (ur. 1394)
- 1521 – Walentyn, książę raciborski i rybnicki (ur. ok. 1485)
- 1533 – Challcuchima, inkaski dowódca wojskowy (ur. ?)
- 1567 – Pedro de la Gasca, hiszpański duchowny katolicki, inkwizytor, dyplomata, wicekról Peru (ur. 1485)
- 1571 – Marfa Sobakina, caryca Rosji (ur. ?)
- 1587 – Hai Rui, chiński urzędnik (ur. 1514)
- 1612 – George Carew, angielski prawnik, historyk, dyplomata (ur. 1565)
- 1619 – Ludovico Carracci, włoski malarz, rysownik (ur. 1555)
- 1625 – Salomon Rysiński, starolitewski paremiolog, prozaik, poeta, tłumacz, filolog (ur. ok. 1565)
- 1635 – (lub 1632) Paul Laymann, austriacki jezuita, teolog, kronikarz (ur. 1574)
- 1650 – Thomas May, angielski poeta, historyk (ur. 1595)
- 1726 – Zofia Dorota z Celle, królowa Wielkiej Brytanii (ur. 1666)
- 1764 – John Wootton, brytyjski malarz (ur. ok. 1682)
- 1770 – George Grenville, brytyjski polityk, premier Wielkiej Brytanii (ur. 1712)
- 1771 – Konrad Ernst Ackermann, niemiecki aktor (ur. 1712)
- 1781 – Rochus Friedrich Lynar, duński dyplomata (ur. 1708)
- 1804 – Jan Chrystian Bockshammer, niemiecki pastor, kaznodzieja, pedagog, pisarz (ur. 1733)
- 1810 – Maria Józefina Sabaudzka, księżniczka Sardynii i Piemontu, tytularna królowa Francji (ur. 1753)
- 1817 – Bonawentura Carenzi, włoski duchowny katolicki, franciszkanin, biskup bakowski i biskup Citta della Pieve (ur. ?)
- 1828 – Giuseppe Spina, włoski kardynał (ur. 1756)
- 1829:
  - Benjamin Edwards, amerykański polityk (ur. 1753)
  - Urszula Tarnowska, polska posiadaczka ziemska (ur. przed 1755)
- 1834 – Friedrich Adolf Ebert, niemiecki bibliograf (ur. 1791)
- 1838 – George Jones, amerykański polityk (ur. 1766)
- 1839 – William Otis, amerykański wynalazca (ur. 1813)
- 1841 – Karolina Fryderyka Badeńska, królowa Bawarii (ur. 1776)
- 1845 – Mary Anne Jevons, brytyjska poetka (ur. 1795)
- 1847 – Adam Szymon Krzyżanowski, polski prawnik , wykładowca akademicki (ur. 1785)
- 1849 – William Etty, brytyjski malarz (ur. 1787)
- 1853 – Ludwik Wierzbicki, polski polityk (ur. ?)
- 1855 – James Oliver Van de Velde, amerykański duchowny katolicki, biskup Chicago i Natchez pochodzenia belgijskiego (ur. 1795)
- 1856 – Karl zu Leiningen, niemiecki arystokrata, polityk (ur. 1804)
- 1859 – Prudens van Duyse, flamandzki prozaik, poeta (ur. 1804)
- 1861 – Arthur Hugh Clough, brytyjski poeta (ur. 1819)
- 1862:
  - Franciszek Bronisław Mickiewicz, polski powstaniec listopadowy, najstarszy brat Adama (ur. 1796)
  - Ludwig Uhland, niemiecki poeta, literaturoznawca, prawnik, polityk (ur. 1787)
- 1863 – Ignacio Comonfort, meksykański polityk, prezydent Meksyku (ur. 1812)
- 1866 – Anthony O’Regan, irlandzki duchowny katolicki, biskup Chicago (ur. 1809)
- 1868 – Gioacchino Rossini, włoski kompozytor (ur. 1792)
- 1873 – Eduardo Rosales, hiszpański malarz (ur. 1836)
- 1890 – John Francis Davis, brytyjski sinolog, dyplomata, administrator kolonialny (ur. 1795)
- 1891 – Paweł Stalmach, polski dziennikarz, publicysta, działacz społeczny (ur. 1824)
- 1894 – Augustyna Pietrantoni, włoska zakonnica, święta (ur. 1864)
- 1896 – Edward Fierich, polski prawnik (ur. 1817)
- 1897:
  - Ernest Giles, brytyjski podróżnik, odkrywca (ur. 1835)
  - Jean-Baptiste Pezon, francuski artysta cyrkowy (ur. 1827)
- 1901 – Justyn Szaflarski, polski bernardyn, prowincjał zakonu (ur. 1821)
- 1903:
  - Friedrich Goll, szwajcarski lekarz, neuroanatom (ur. 1829)
  - Camille Pissarro, francuski malarz (ur. 1830)
  - Yrjö Sakari Yrjö-Koskinen, fiński historyk, wykładowca akademicki, polityk (ur. 1830)
- 1904 – Henri Wallon, francuski polityk, historyk (ur. 1812)
- 1905:
  - Izydor Jabłoński, polski malarz, pedagog (ur. 1835)
  - William James O’Brien, amerykański prawnik, polityk (ur. 1836)
- 1907:
  - Tomasz Olexiński, polski duchowny katolicki, samorządowiec (ur. 1820)
  - Francis Thompson, brytyjski poeta (ur. 1859)
- 1908 – Józef Oxiński, polski inżynier, major, uczestnik powstania styczniowego (ur. 1840)
- 1910 – Kazimierz Władysław Sulistrowski, polski przemysłowiec, uczestnik powstania styczniowego, zesłaniec (ur. 1838)
- 1911 – Wojciech Piechowski, polski malarz, fotograf (ur. 1849)
- 1912:
  - Stanisław Ciuchciński, polski rzemieślnik, polityk, poseł na Sejm Krajowy Galicji, prezydent Lwowa (ur. 1841)
  - Joachim III, grecki duchowny prawosławny, patriarcha Konstantynopola (ur. 1834)
  - Karol Lewakowski, polski adwokat, przedsiębiorca, działacz ruchu ludowego, uczestnik powstania styczniowego, polityk, poseł do austriackiej Rady Państwa (ur. 1836)
  - William Ogilvie, kanadyjski geodeta, polityk, komisarz Yukonu (ur. 1846)
  - Jan Kanty Szeptycki, polski ziemianin, polityk, poseł do austriackiej Rady Państwa i na Sejm Krajowy Galicji (ur. 1836)
- 1913 – Adam Mahrburg, polski filozof, psycholog, teoretyk nauki, pisarz, wykładowca akademicki (ur. 1855)
- 1914 – Franciszek Ludwik Neugebauer, polski ginekolog pochodzenia niemieckiego (ur. 1856)
- 1916 – Hector Hugh Munro, brytyjski pisarz, dziennikarz (ur. 1870)
- 1918:
  - Gaspar Octavio Hernández, panamski poeta, prozaik, dziennikarz (ur. 1893)
  - Tadeusz Nalepiński polski poeta, nowelista, dramatopisarz, krytyk literacki (ur. 1885)
- 1920 – Luc-Olivier Merson, francuski malarz (ur. 1846)
- 1921 – Ignaz Goldziher, węgierski orientalista, wykładowca akademicki pochodzenia żydowskiego (ur. 1850)
- 1923:
  - Eberhard Gothein, niemiecki historyk, ekonomista, wykładowca akademicki (ur. 1853)
  - Kazimierz Szczepański, polski porucznik pilot obserwator (ur. 1898)
- 1925 – Maria Carola Cecchin, włoska zakonnica, misjonarka, błogosławiona (ur. 1877)
- 1926 – Maurice Delafosse, francuski urzędnik kolonialny, etnolog, afrykanista (ur. 1870)
- 1927 – Władimir Bobrinski, rosyjski polityk (ur. 1868)
- 1928 – Wacław Piskorski, polski białoskórnik (ur. 1853)
- 1929:
  - Mieczysław Nartowski, polski neurolog, psychiatra, polityk (ur. 1868)
  - Wiktoria, księżniczka pruska, księżna Schaumburg-Lippe (ur. 1866)
- 1930 – Józef Łęgowski, polski etnograf, historyk, językoznawca, pedagog (ur. 1852)
- 1931:
  - Andrzej Nałęcz-Korzeniowski, polski major, artysta plastyk, dyplomata (ur. 1892)
  - Andrzej Średniawski, polski działacz ruchu ludowego, publicysta, polityk, poseł na Sejm i senator RP (ur. 1857)
- 1932 – Bolesław Krysiewicz, polski działacz niepodległościowy i społeczny, powstaniec wielkopolski (ur. 1862)
- 1935:
  - Kazimierz Panek, polski lekarz, weterynarz, wykładowca akademicki (ur. 1873)
  - Sun Chuanfang, chiński dowódca wojskowy, militarysta (ur. 1885)
- 1936:
  - Maria Patrocinio od św. Jana Giner Gómis hiszpańska klaretynka, męczennica, błogosławiona (ur. 1874)
  - Jan Gonga Martínez, hiszpański działacz Akcji Katolickiej, męczennik, błogosławiony (ur. 1912)
- 1938:
  - Stefan Ciszewski, polski inżynier elektryk, przedsiębiorca (ur. 1886)
  - Roman Kawecki, polski generał brygady, malarz (ur. 1868)
- 1939:
  - Rafał Marceli Blüth, polski rusycysta, krytyk literacki i historyk literatury (ur. 1891)
  - Zenon Różewicz, polski kapitan lekarz, chirurg, rentgenolog (ur. 1891)
- 1940:
  - Howard James Banker, amerykański mykolog, wykładowca akademicki (ur. 1866)
  - Friedrich Heinrich Hohenzollern, pruski książę (ur. 1874)
  - Kazimierz Kuriański, polski duchowny katolicki, męczennik, Sługa Boży (ur. 1917)
  - Franciszek Paschalski, polski adwokat (ur. 1889)
  - Stefan Sikorski, polski lekkoatleta, sprinter, skoczek i trójskoczek (ur. 1907)
- 1941 – Kārlis Bone, łotewski piłkarz (ur. 1899)
- 1942 – Norman Scott, amerykański kontradmirał (ur. 1889)
- 1943:
  - Maurice Denis, francuski malarz, grafik (ur. 1870)
  - Atanazy Fic, polski dominikanin, archeolog biblista, teolog (ur. 1901)
  - Marian Garczyński, polski porucznik, cichociemny, żołnierz AK (ur. 1918)
- 1944:
  - Paul Graener, niemiecki kompozytor, dyrygent (ur. 1897)
  - Hugh Kelly, irlandzki rugbysta, sędzia i działacz sportowy (ur. 1849)
  - Karol Lampert, austriacki duchowny katolicki, męczennik, błogosławiony (ur. 1894)
  - Friedrich Lorenz, austriacki duchowny katolicki, męczennik, błogosławiony (ur. 1897)
  - Herbert Simolet, niemiecki duchowny katolicki, męczennik, błogosławiony (ur. 1908)
- 1945 – Tadeusz Koniewicz, polski malarz (ur. 1891)
- 1946 – Edmund Thormählen, szwedzki żeglarz sportowy (ur. 1865)
- 1947 – Alojzy Kaczmarczyk, polski podpułkownik, członek WiN (ur. 1896)
- 1948:
  - Erich Walter Hoffmann, niemiecki funkcjonariusz i zbrodniarz nazistowski (ur. 1897)
  - Zygmunt Jerzy Kuczyński, polski podpułkownik dyplomowany (ur. 1886)
- 1949:
  - Paweł Cyms, polski kapitan piechoty, działacz niepodległościowy (ur. 1894)
  - Angelo Negri, włoski duchowny katolicki, biskup, wikariusz apostolski Nilu Równikowego (ur. 1889)
- 1950:
  - Carlos Delgado Chalbaud, wenezuelski pułkownik, polityk, prezydent Wenezueli (ur. 1909)
  - Antonina Zubkowa, radziecka pilotka wojskowa (ur. 1920)
- 1951:
  - Georg af Klercker, szwedzki aktor, scenarzysta, reżyser filmowy i teatralny (ur. 1877)
  - Walter de Souza Goulart, brazylijski piłkarz, bramkarz (ur. 1912)
- 1954 – Paul Ludwig Ewald von Kleist, niemiecki feldmarszałek (ur. 1881)
- 1955:
  - Marian Lewicki, polski turkolog, mongolista, orientalista (ur. 1908)
  - Edmund Wierciński, polski aktor, reżyser, pedagog (ur. 1899)
- 1957:
  - Wilhelmus Bekkers, holenderski przeciągacz liny (ur. 1890)
  - Antonín Zápotocký, czeski polityk, premier i prezydent Czechosłowacji (ur. 1884)
- 1959 – Jerzy Fedkowicz, polski malarz (ur. 1891)
- 1960 – Edward Quinan, brytyjski generał (ur. 1885)
- 1961:
  - Anthony Joseph Drexel Biddle, amerykański polityk, dyplomata (ur. 1897)
  - Karl Jansen, niemiecki sztangista (ur. 1908)
  - Józef Żakowicz, polski porucznik łączności, żołnierz AK, cichociemny (ur. 1920)
- 1962:
  - Aleksandr Murysiew, radziecki polityk (ur. 1915)
  - Stanisław Szyling, litewski baron, prawnik, polityk (ur. 1885)
  - Wiktor Thommée, polski generał brygady pochodzenia francuskiego (ur. 1880)
- 1963:
  - Margaret Murray, brytyjska egiptolog, archeolog, antropolog, wykładowczyni akademicka (ur. 1863)
  - Władysław Sokołowski, polski prawnik, dyplomata (ur. 1892)
- 1964 – Franciszek Barda, polski duchowny katolicki, biskup przemyski (ur. 1880)
- 1965 – Witold Orzechowski, polski pułkownik (ur. 1889)
- 1967 – Wojciech Kajder, polski pisarz (ur. 1930)
- 1968:
  - Ryszard Dreszer, polski psychiatra (ur. 1897)
  - Carlo Fregosi, włoski gimnastyk (ur. 1890)
- 1969 – Stanisław Modzelewski, polski seryjny morderca (ur. 1929)
- 1970:
  - Bessie Braddock, brytyjska polityk (ur. 1899)
  - Helena Sparrow, polska bakteriolog, mikrobiolog, wykładowczyni akademicka (ur. 1891)
- 1972 – Arnold Jackson, brytyjski lekkoatleta, średniodystansowiec, generał, prawnik, dyplomata (ur. 1891)
- 1973:
  - B.S. Johnson, brytyjski prozaik, poeta (ur. 1933)
  - Lila Lee, amerykańska aktorka (ur. 1901)
  - Bruno Maderna, włoski kompozytor, dyrygent (ur. 1920)
  - Elsa Schiaparelli, włoska projektantka mody (ur. 1890)
- 1974 – Vittorio De Sica, włoski reżyser filmowy, aktor (ur. 1901)
- 1975 – Olga Bergholc, rosyjska poetka (ur. 1910)
- 1976:
  - Konrad Eberhardt, polski krytyk filmowy i literacki, eseista, tłumacz (ur. 1931)
  - Stanisław Malatyński, polski aktor, reżyser teatralny (ur. 1906)
- 1977:
  - Aron Pollitz, szwajcarski piłkarz (ur. 1896)
  - Shiro Toyota, japoński reżyser filmowy (ur. 1906)
- 1979:
  - Josef Altstötter, niemiecki prawnik, polityk nazistowski (ur. 1892)
  - Jerzy Peters, polski aktor (ur. 1918)
  - Nils Thomas, norweski żeglarz sportowy (ur. 1889)
  - Józef Trendota, polski pułkownik, inżynier (ur. 1905)
  - Frank Wallace, amerykański piłkarz (ur. 1922)
- 1980:
  - Oldřich Balabán, czeski dziennikarz (ur. 1927)
  - Jan Dusza, polski prawnik, ekonomista, polityk, poseł na Sejm PRL, wiceminister finansów (ur. 1912)
- 1981:
  - Gerhard Marcks, niemiecki rzeźbiarz, grafik (ur. 1889)
  - Siergiej Rafalski, rosyjski działacz emigracyjny, poeta, prozaik, publicysta (ur. 1896)
  - Szemu’el Szoresz, izraelski polityk (ur. 1913)
- 1982:
  - Marian Godlewski, polski aktor, reżyser teatralny (ur. 1895)
  - Włodzimierz Trzebiatowski, polski chemik, wykładowca akademicki (ur. 1906)
- 1983 – Marian Rułka, polski aktor (ur. 1929)
- 1984:
  - Teodor Goździkiewicz, polski pisarz (ur. 1903)
  - Fiodar Jankouski, białoruski językoznawca, wykładowca akademicki, dowódca partyzancki (ur. 1918)
- 1985:
  - Elmar Beierstettel, niemiecki florecista (ur. 1948)
  - Jan Orsza-Łukaszewicz, polski aktor (ur. 1907)
- 1986 – Rudolf Schock, niemiecki śpiewak operowy (tenor) (ur. 1915)
- 1987:
  - Hanna Kula, polska aktorka (ur. 1954)
  - William Rogers, amerykański lekarz, rugbysta (ur. 1902)
- 1988:
  - Antal Doráti, węgiersko-amerykański dyrygent, kompozytor (ur. 1906)
  - Jaromír Vejvoda, czeski kompozytor (ur. 1902)
- 1989:
  - Franciszek Józef II, książę Liechtensteinu (ur. 1906)
  - Victor Davis, kanadyjski pływak (ur. 1964)
- 1990 – Don Chaffey, brytyjski reżyser filmowy (ur. 1917)
- 1991:
  - Henryk Borowski, polski aktor (ur. 1910)
  - Paul-Émile Léger, kanadyjski duchowny katolicki, arcybiskup metropolita Montrealu, kardynał (ur. 1904)
  - Rudolf Turek, czeski historyk, archeolog, muzealnik (ur. 1910)
- 1992:
  - Karin Brandauer, austriacka reżyserka filmowa (ur. 1945)
  - Waldemar Malak, polski sztangista (ur. 1970)
  - Maurice Ohana, francuski kompozytor (ur. 1913)
- 1993 – Leonid Kołobow, radziecki generał-lejtnat, polityk (ur. 1907)
- 1994:
  - Wołodymyr Iwaszko, rosyjski polityk, działacz komunistyczny, przewodniczący Rady Najwyższej Ukraińskiej SRR, p.o. sekretarza generalnego KC KPZR (ur. 1932)
  - Motoo Kimura, japoński genetyk, biolog molekularny (ur. 1924)
- 1995 – Rote Hellström, fiński żeglarz sportowy (ur. 1908)
- 1996 – Swami Rama, indyjski jogin, swami (ur. 1925)
- 1997:
  - Adil Çarçani, albański polityk, premier Albanii (ur. 1922)
  - James Couttet, francuski narciarz alpejski (ur. 1921)
  - John Elwyn, brytyjski malarz (ur. 1916)
  - Enrique Molina, argentyński poeta (ur. 1910)
  - Lucienne Schmith, francuska narciarka alpejska (ur. 1921)
- 1998:
  - Red Holzman, amerykański koszykarz, trener (ur. 1920)
  - Hendrik Timmer, holenderski tenisista (ur. 1904)
- 2001:
  - Panama Francis, amerykański perkusista jazzowy (ur. 1918)
  - Cornelius Warmerdam, amerykański lekkoatleta, tyczkarz pochodzenia holenderskiego (ur. 1915)
- 2002:
  - Roland Hanna, amerykański pianista jazzowy, kompozytor (ur. 1932)
  - Omelan Mazuryk, łemkowski malarz (ur. 1937)
  - Juan Schiaffino, urugwajsko-włoski piłkarz (ur. 1925)
- 2003:
  - Stanisław Tkocz, polski duchowny katolicki, infułat, dziennikarz (ur. 1931)
  - Stanisław Wroński, polski historyk, polityk, minister kultury i sztuki, poseł na Sejm PRL, członek Rady Państwa, działacz społeczny (ur. 1916)
- 2004:
  - John Balance, brytyjski muzyk, wokalista, członek zespołu Coil (ur. 1962)
  - Ol’ Dirty Bastard, amerykański raper, członek zespołu Wu-Tang Clan (ur. 1968)
  - Harry Lampert, amerykański rysownik, twórca komiksów (ur. 1916)
- 2005:
  - Eddie Guerrero, amerykański wrestler (ur. 1967)
  - Stanisław Węglarz, polski polityk, działacz związkowy, poseł na Sejm RP (ur. 1948)
- 2006 – Edward Zawada, polski chemik, polityk, minister przemysłu chemicznego, wicepremier (ur. 1922)
- 2007:
  - John Doherty, angielski piłkarz (ur. 1935)
  - Marian Graniewski, polski generał, polityk (ur. 1918)
  - Xavier Léon-Dufour, francuski jezuita, teolog, biblista (ur. 1912)
  - Robert Taylor, amerykański lekkoatleta, sprinter (ur. 1948)
- 2008:
  - Stanisława Grabska, polska teolog, publicystka, plastyk (ur. 1922)
  - Ryszard Smożewski, polski dziennikarz, reżyser, scenarzysta, publicysta (ur. 1930)
- 2009:
  - Michał Gajownik, polski kajakarz, kanadyjkarz (ur. 1981)
  - Mieczysław Wałęga, polski generał brygady, oficer AK, działacz emigracyjny (ur. 1914)
- 2010:
  - Witold Hatka, polski polityk, działacz związkowy (ur. 1939)
  - Dominik Jastrzębski, polski polityk, minister współpracy gospodarczej z zagranicą (ur. 1942)
  - Stanislav Krátký, czeski duchowny katolicki, teolog katolicki, biskup Kościoła podziemnego w Czechosłowacji (ur. 1922)
  - Allan Rex Sandage, amerykański astronom (ur. 1926)
- 2011:
  - Jacek Arlet, polski koszykarz (ur. 1922)
  - Guido Falaschi, argentyński kierowca wyścigowy (ur. 1989)
- 2012:
  - Erazm Ciołek, polski fotoreporter (ur. 1937)
  - Robert Shirley, brytyjski arystokrata, polityk (ur. 1929)
  - Antoni Weryński, polski piłkarz ręczny, działacz sportowy (ur. 1949)
  - Yao Defen, Chinka, najwyższa kobieta na świecie (ur. 1972)
- 2013 – Thierry Gerbier, francuski biathlonista (ur. 1965)
- 2014:
  - María José Alvarado, honduraska modelka (ur. 1995)
  - Krystian Czernichowski, polski koszykarz (ur. 1938)
  - Alvin Dark, amerykański baseballista (ur. 1922)
  - Alexander Grothendieck, francuski matematyk, wykładowca akademicki (ur. 1928)
- 2015:
  - Giorgio Bambini, włoski bokser (ur. 1945)
  - Władysław Kościelniak, polski malarz, grafik, rysownik, plakacista, felietonista (ur. 1916)
  - Janusz Szymański, polski fryzjer (ur. 1948)
- 2016:
  - Enzo Maiorca, włoski nurek (ur. 1931)
  - Aloysius Zichem, holenderski duchowny katolicki, biskup Paramaribo (ur. 1933)
- 2017:
  - Bobby Doerr, amerykański baseballista (ur. 1918)
  - Alina Janowska, polska aktorka (ur. 1923)
  - David Poisson, francuski narciarz alpejski (ur. 1982)
  - Włodzimierz Środa, polski koszykarz (ur. 1959)
  - Stanisław Urban, polski ekonomista (ur. 1943)
  - Santiago Vernazza, argentyński piłkarz (ur. 1928)
- 2018:
  - Regina Bielska, polska piosenkarka (ur. 1926)
  - Zdeňka Hledíková, czeska historyk, archiwistka (ur. 1938)
  - Janusz Łunis, polski brydżysta (ur. 1941)
  - Katherine MacGregor, amerykańska aktorka (ur. 1925)
  - Józef Misiek, polski fizyk, działacz opozycji antykomunistycznej (ur. 1941)
- 2019:
  - Giorgio Corbellini, włoski duchowny katolicki, biskup, wysoki urzędnik Kurii Rzymskiej (ur. 1947)
  - Branko Lustig, chorwacki producent filmowy (ur. 1932)
  - Kieran Modra, australijski pływak, kolarz szosowy i torowy (ur. 1972)
  - Raymond Poulidor, francuski kolarz szosowy i przełajowy (ur. 1936)
  - José Luis Veloso, hiszpański piłkarz (ur. 1937)
- 2020:
  - Widin Apostołow, bułgarski piłkarz (ur. 1941)
  - Rik Boel, belgijski prawnik, samorządowiec, polityk, burmistrz Tienen, minister spraw wewnętrznych (ur. 1931)
  - Terry Duerod, amerykański koszykarz (ur. 1956)
  - Attila Horváth, węgierski lekkoatleta, dyskobol (ur. 1967)
  - Halina Kwiatkowska, polska aktorka (ur. 1921)
  - Peter Sutcliffe, brytyjski seryjny morderca (ur. 1946)
- 2021:
  - Grigorij Galicyn, rosyjski fotograf i reżyser filmów pornograficznych (ur. 1957)
  - Iwo Georgiew, bułgarski piłkarz (ur. 1972)
  - Irena Grzonka-Wardejn, polska aktorka (ur. 1937)
  - Wilbur Smith, południowoafrykański pisarz (ur. 1933)
  - Janusz Sztyber, polski wokalista, aktor, lektor, tłumacz (ur. 1951)
  - William Joseph Wright, australijski duchowny katolicki, biskup Maitland-Newcastle (ur. 1952)
- 2022:
  - Anthony Johnson, amerykański zapaśnik, zawodnik MMA (ur. 1984)
  - Jerzy Kronhold, polski poeta, reżyser teatralny, dyplomata (ur. 1946)
- 2023:
  - Basudeb Acharia, indyjski polityk (ur. 1942)
  - Michael Bishop, amerykański pisarz fantasy i science fiction (ur. 1945)
  - Fermín Cabal, hiszpański dramaturg, aktor, reżyser teatralny (ur. 1948)
  - Adam Gocel, polski dziennikarz, lekarz weterynarii, bioenergoterapeuta (ur. 1939)
  - Krzysztof Kamiński, polski aktor, lektor (ur. 1951)
  - Tengiz Kitowani, gruziński wojskowy, polityk, minister obrony (ur. 1938)
  - Henry McCubbin, brytyjski polityk, eurodeputowany (ur. 1942)
- 2024:
  - Wadim Browcew, rosyjski przedsiębiorca, polityk, premier i p.o, prezydenta Osetii Południowej (ur. 1969)
  - Teodoro Buhain, filipiński duchowny katolicki, biskup pomocniczy Manili (ur. 1937)
  - Michał Dąbrowski, polski szablista (ur. 1986)
  - Haszem Kolahi, irański zapaśnik (ur. 1956)
  - Jan Rozmarynowski, polski fotoreporter sportowy (ur. 1940)
  - Ahmed M. Mahamoud Silanyo, somalijski ekonomista, polityk, prezydent Somalilandu (ur. 1938)
  - Paul Staes, belgijski ekolog, dziennikarz, polityk, eurodeputowany (ur. 1945)
  - Luis Ernesto Tapia, panamski piłkarz (ur. 1944)
  - Danuta Wawrzynkiewicz, polska administratywistka, urzędniczka państwowa (ur. 1938)